# آلية أبلجيت
تشرح آلية أبلجيت أو تأثير أبلجيت (في الإنجليزية: Applegate's mechanism\effect) التغير في الدور المداري المشاهد في بعض نجوم الكسوف الثنائية على المدى الطويل. عندما يمر نجم نسق أساسي خلال دورة نشاط، تخضع الطبقات الخارجية للنجم لعزم دوران مغناطيسي يغير توزيع الزخم الزاوي، مما يؤدي إلى تغير في تفلطح النجم. يقترن مدار النجم في الزوج الثنائي بشكل جذري بالتغيرات الشكلية، وعلى ذلك تظهر الفترة اختلافات (عادةً تكون P / P ∼ 10−5 ∆) ضمن نفس النطاق الزمني لدورات النشاط (عادةً ما تكون عقود).

## مقدمة
يبين التقييم الزمني الدقيق لنجوم الكسوف الثنائية شيوع الأنظمة التي تكون فيها تعديلات الفترة المدارية ∆P/P ∼ 10−5 على مدى عقود من الزمن شائعة جدًا. ومن الأمثلة الصارخة على مثل هذا النظام هو رأس الغول الذي يمتد سجل الرصد المفصل خاصته إلى أكثر من قرنين. خلال هذه الفترة الزمنية، يُظهر الرسم البياني للاعتماد الزمني للفرق بين الأوقات المسجلة للكسوف مقابل الأوقات المتوقعة له ميزة تسمى «التفاوت الكبير» بسعة كاملة تبلغ 0.3 يومًا ومقياس تكرار زمني لقرون. يتراكب على هذه الميزة تشكيل ثانوي بسعة كاملة تبلغ 0.06 يومًا ومقياس تكرار زمني يبلغ نحو 30 عامًا. شوهدت تغيرات الفترة المدارية ذات السعة المماثلة في ثنائيات الغول الأخرى أيضًا.
لا تتبع هذه التشكيلات الدورية دورة منتظمة تمامًا على الرغم من كونها متكررة. يستبعد التكرار غير المنتظم محاولات تفسير تغيرات الفترة هذه على أنها نتيجة للحركة القبوية أو وجود مرافقات بعيدة غير مرئية. تعاني تفسيرات الحركة القبوية أيضًا من مشكلة أنها تتطلب وجود انحراف مداري، ولكن الأنظمة التي تلاحظ فيها هذه التشكيلات تمتلك غالبًا مداراتٍ ذات انحرافٍ ضئيل. توجد مشكلة في تفسيرات الجسم الثالث إضافةً إلى ذلك، وهي لا ينبغي في كثير من الحالات أن يتمكن الجسم الثالث الضخم بما يكفي لإنتاج التغير الملحوظ من تخطي الاكتشاف البصري، إلا إذا كان الجسم الثالث شاذًا تمامًا.
كانت زيادة فترة رتابة من الظواهر الأخرى الملاحظة في بعض ثنائيات الغول. يختلف هذا تمامًا عن الملاحظات الأكثر شيوعًا حول الزيادة والنقصان في فترة التناوب التي توضحها آلية أبلجيت. ترجع الزيادات في فترة الرتابة إلى النقل الجماعي عادةً (ولكن ليس دائمًا) من النجم الأقل كثافة إلى النجم الأكثر ضخامة.

## الآلية
اقترح النطاق الزمني وأنماط تكرار التغير في الفترة المدارية لكل من ماتيسي ووايتماير آلية تؤدي إلى تغييرات في العزم رباعي الأقطاب لنجم واحد يتلو ذلك تآثر مغزلي مداري لاحقًا. ومع ذلك، لم يتمكنوا من تقديم أي تفسير مقنع لما يمكن أن يسبب مثل هذه التغيرات في العزم رباعي الأقطاب.
مع أخذ آلية ماتيسي ووايتماير كأساس، اقترح أبلجيت بأن التغير الحاصل في نصف قطر الدوران لنجم واحد قد يكون مرتبطًا بدورات النشاط المغناطيسي. جاء الدليل الداعم لفرضيته من ملاحظة أن جزءًا كبيرًا من النجوم الثانوية المتأخرة من ثنائيات الغول تبدو وكأنها نجوم حمل حراري تدور بسرعة، مما يعني أنها يجب أن تكون نشطة كروموسفيرًا. في الواقع، لا تُرى تغيرات الفترة المدارية إلا في الثنائيات النجمية من نمط رأس الغول التي تتضمن نجم حراري من النوع المتأخر.
بالنظر إلى أن اقتران جاذبية رباعي الأقطاب متورط في إنتاج تغيرات الفترة المدارية، يبقى السؤال هو كيف يمكن للمجال المغناطيسي أن يتسبب في مثل هذه التغيرات الشكلية. افترضت معظم نماذج الثمانينيات أن المجال المغناطيسي سيشوه النجم بإبعاده عن التوازن الهيدروستاتيكي. أثبت مارش وبرينجل (1990)، مع ذلك ، أن الطاقة اللازمة لإنتاج مثل هذه التشوهات ستتجاوز إجمالي إنتاج الطاقة للنجم.
لا يدور النجم كجسم صلب؛ تساهم الأجزاء الخارجية للنجم بشكل كبير في العزم رباعي الأقطاب للنجم. اقترح أبلجيت أنه عندما يمر النجم بدورة نشاط، فإن عزم الدوران المغناطيسي قد يتسبب في إعادة توزيع الزخم الزاوي داخل النجم. وبالتالي سيتغير نتيجةً لذلك التفلطح الدوراني للنجم، وسيؤدي هذا التغيير في النهاية إلى تغيير الفترة المدارية عبر آلية ماتيسي ووايتماير. تشير حسابات ميزانية الطاقة إلى أن النجم النشط يجب أن يتغير عادة عند مستوى ΔL / L ≈ 0.1 ويجب أن يكون بالتناوب التفاضلي عند مستوى ΔΩ / Ω ≈ 0.01.

## قابلية التطبيق
تعطينا آلية أبلجيت العديد من التنبؤات القابلة للاختبار:
- يجب أن تتوافق اختلافات السطوع في النجم النشط مع التغير في الفترة المدارية.
- وأي مؤشر آخر للنشاط المغناطيسي (مثل نشاط البقع الشمسية، سطوع الأشعة السينية التاجية، وما إلى ذلك..) يجب أن يظهر أيضًا اختلافات تقابل التغير في الفترة المدارية.
- نظرًا لاستبعاد التغيرات الكبيرة في نصف قطر النجم بسبب اعتبارات متعلقة علم الطاقة، يجب أن يكون التغير في السطوع ناتج تمامًا عن التغير في درجات الحرارة.[1]

كان اختبار التنبؤات السابقة داعمًا لصلاحية آلية أبلجيت، ولكن ليس بشكلٍ قاطع.
يوفر تأثير أبلجيت تفسيرًا موحدًا للعديد من منحنيات التقويم الفلكي (وليس كلها) لفئة واسعة من الثنائيات النجمية، وقد يساعد ذلك في فهم نشاط الدينامو الذي شوهد في النجوم سريعة الدوران.
استُخدِمَت آلية أبلجيت أيضًا لشرح الاختلاف في أوقات العبور المرصودة للكواكب الواقعة خارج المجموعة الشمسية، بالإضافة إلى الآثار المحتملة الأخرى مثل تبديد المد والجزر ووجود هيئات كوكبية أخرى.
ومع ذلك، يوجد العديد من النجوم التي تكون آلية أبلجيت غير مناسبة لها. على سبيل المثال: تعد تغيرات الفترة المدارية في بعض الثنائيات النجمية من النوع التالي للمغلف المشترك ذات حجم أكبر من الحجم الذي يمكن استيعابه بواسطة تأثير أبلجيت، ويوفر الكبح المغناطيسي أو الجسم الثالث في مدار شديد البيضاوية الآليات المعروفة الوحيدة القادرة على تفسير التغير المرصود.